# Gagrellula aborana
Gagrellula aborana is een hooiwagen uit de familie Sclerosomatidae.